# Per Schultz Jørgensen
Per Schultz Jørgensen (født 7. februar 1933, død 5. december 2022 på Gentofte Hospital) var en dansk professor, der fra 1998 til 2001 var formand for Børnerådet.
Schultz Jørgensen blev uddannet folkeskolelærer i 1955, cand.psych. i 1968 og dr.phil. i 1983. Han fungerede som adjunkt og senere lektor ved Københavns Universitet 1971-1981. I 1981 blev han forskningsleder ved Socialforskningsinstituttet og fra 1991 tilknyttet Danmarks Pædagogiske Universitet som professor i socialpsykologi. Schultz Jørgensen forskede bl.a. i familieforhold, børns sociale identitet og udsatte børn og unge.
Han var fra begyndelsen i 1993 medlem af Børnerådet og formand 1998-2001. Den 11. februar 2011 blev han af kulturminister Per Stig Møller udpeget som medlem af Værdikommisionen.
Det var i forbindelse med sit medlemskab af Børnerådet, at Per Schultz Jørgensen kæmpede en hård og utrættelig kamp for ophævelse af forældres ret til at slå deres børn (Revselsesretten). En kamp der i 1997 lykkedes.
Per Schultz Jørgensen oplyste i efteråret 2022 til en række medier, at han var dødeligt syg med lungekræft.
Mandag 5. december 2022, oplyste sønnen, Kresten Schultz Jørgensen på Facebook, at hans far tidligere på dagen var afgået ved døden på Gentofte Hospital.